# Xiaomi 13 Lite
Xiaomi 13 Lite — смартфон середнього рівня від компанії Xiaomi. Офіційно був представлений 26 лютого 2023 року на MWC 2023 разом з глобальними версіями Xiaomi 13 та Xiaomi 13 Pro. Також 27 вересня 2022 року в Китаї був представлений Xiaomi Civi 2 зі старішою версією MIUI та більш просунутими камерами.

## Дизайн

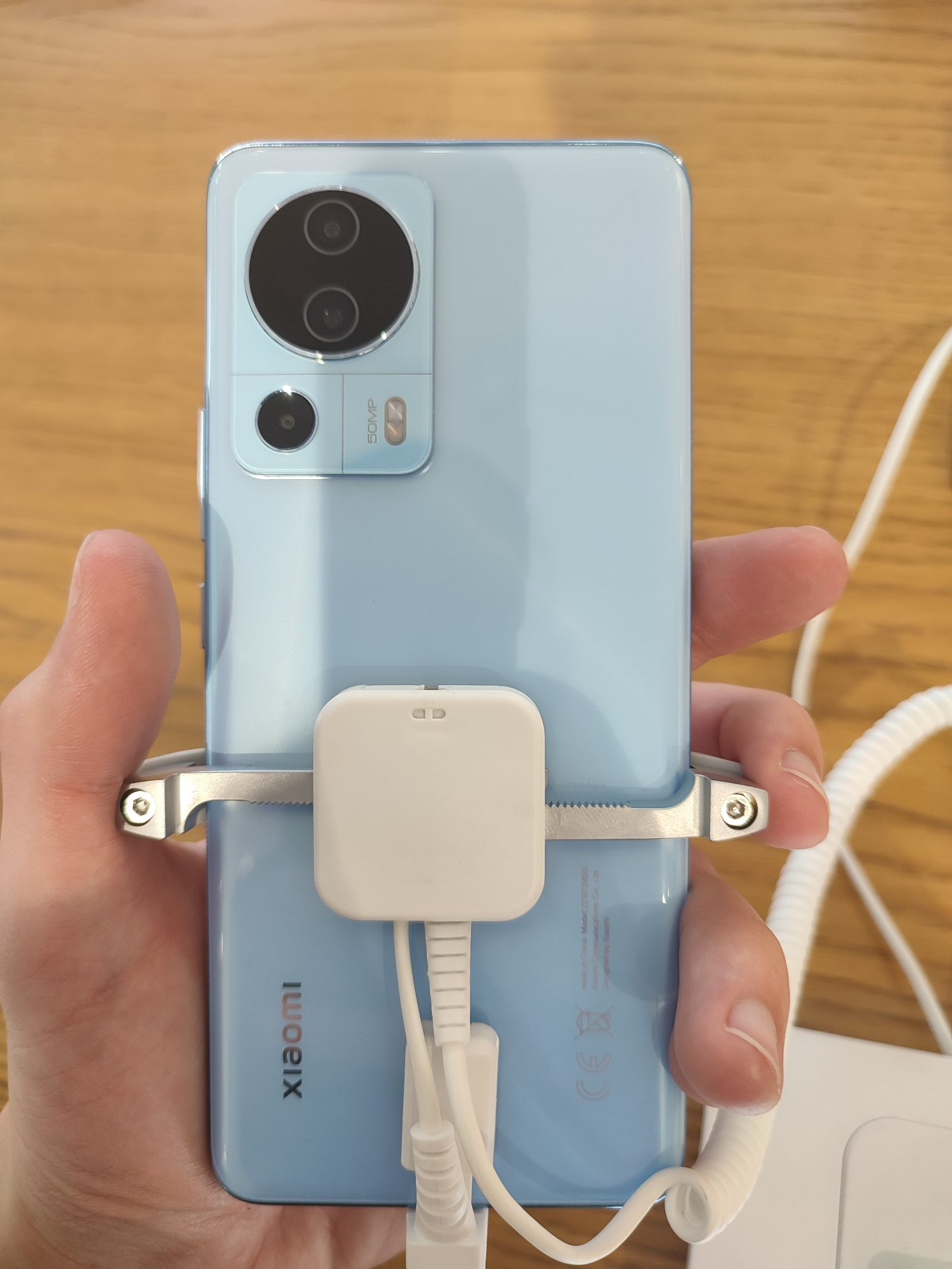
Задня панель Xiaomi 13 Lite в Lite блакитному

Екран захищений загнутим по бокам склом Corning Gorilla Glass 5. Задня панель виконана із загнутого по бокам скла. Бокові частина виконана з глянцевого пластику.
За дизайном смартфон подібний до лінійки Xiaomi 12.
Знизу розміщенні роз'єм USB-C, динамік, мікрофон та слот під 2 SIM-картки, зверху — другий мікрофон та ІЧ-порт, а справа — гойдалка регулювання гучності та кнопка блокування.
Xiaomi 13 Lite продавався в 3 кольорах: Lite рожевому, Lite блакитному та Lite чорному.
Xiaomi Civi 2 продавався в 4 кольорах: Little White Dress (білий зі смугастим візерунком), Pounding Powder (рожевий), Ice Blue (блакитний) та Hazy Black (чорний).

## Технічні характеристики

### Платформа
Смартфони отримали процесор Qualcomm Snapdragon 7 Gen 1 та графічний процесор Adreno 644.

### Батарея
Батарея отримала об'єм 4500 мА·год та підтримку швидкої зарядки на 67 Вт.

### Камера
Xiaomi 13 Lite отримав основну потрійну камеру 50 Мп, f/1.8 (ширококутний) з фазовим автофокусом + 8 Мп, f/2.2 (надширококутний) з кутом огляду 119° + 2 Мп, f/2.4 (макро). Також смартфон отримав подвійну фронтальну камеру 32 Мп, f/2.4 (надширококутний) з кутом огляду 110° + 8 Мп, f/2.3 (сенсор глибини)
Xiaomi Civi 2 отримав основну потрійну камеру 50 Мп, f/1.8 (ширококутний) з фазовим автофокусом + 20 Мп, f/2.2 (надширококутний) з кутом огляду 115° + 2 Мп, f/2.4 (макро). Також смартфон отримав подвійну фронтальну камеру 32 Мп, f/2.0 (ширококутний) з автофокусом + 32 Мп, f/2.4 (надширококутний) з кутом огляду 110°.
Основна та фронтальна камери обох моделей мають здатність запису відео в роздільній здатності 4K@30fps та 1080p@60fps відповідно.
Крім цього смартфони отримали двоє фронтальних LED-спалахів.

### Екран
Екран AMOLED, 6.55", Full HD+ (2400 × 1080) зі щільністю пікселів 402 ppi, співвідношенням сторін 20:9, частотою оновлення дисплею 120 Гц, підтримкою HDR10+ та овальним вирізом під подвійну фронтальну камеру, що розміщений зверху посередині. Також під дисплей вбудовано оптичний сканер відбитків пальців.

### Пам'ять
Xiaomi 13 Lite продавався в конфігураціях 8/64, 8/128 та 8/256 ГБ, Xiaomi Civi 2 — 8/128, 8/256 ГБ та 12/256 ГБ.

### Програмне забезпечення
Xiaomi 13 Lite був випущений на MIUI 14, а Xiaomi Civi 2 — на MIUI 13. Обидві оболонки на базі Android 12. Були оновлені до Xiaomi HyperOS 2 на базі Android 15.

## Xiaomi Civi 2 Hello Kitty Limited Edition
Xiaomi Civi 2 Hello Kitty Limited Edition — спеціальне видання Xiaomi Civi 2, присвячена персонажу японської поп-культури Hello Kitty. Це видання вирізняється оформленням задньої панелі з візерунками у вигляді Hello Kitty, які змінюють свій колір на рожевий під дією ультрафіолетового випромінювання, стилізованою коробкою, наклейками, чохлом шпалерами та віджетами. Продавалося це видання тільки в конфігурації 12/256 ГБ.